# Silvije Bonacci Čiko
Silvije Bonacci Čiko (Kaštel Kambelovac, 1893. − 1966.), hrvatski slikar iz Kaštel Kambelovca.
Rodio se je u Kaštel Kambelovcu. Studirao na Akademiji u Beču. Slikarstvo je specijalizirao u Parizu kod Marcela Lenoira. Živio je u Beogradu, Zagrebu i u Biogradu na moru.